# Tagesmarsch
Mit Tagesmarsch (Tagemarsch) bezeichnet man die Marschleistung einer Gruppe, z. B. einer militärischen Truppeneinheit während 24 Stunden.
Aus der Bibel sind für eine Tagesreise Entfernungen von bis zu 40 Kilometer überliefert, siehe Maße und Gewichte in der Bibel#Wegemaße.
Für das Militär rechnete man früher in Friedenszeiten für alle Truppen den Tagesmarsch zu 22,5 km, mit einem Ruhetag am 3. oder 4. Tag. Die höchste Leistung bei günstigster Jahreszeit, gutem Wetter und unverkürzter Nachtruhe wurde für die Kavallerie bei 80 km und für die Infanterie bei 50 km angenommen, ohne dass diese Leistung hintereinander wiederholt werden konnte. Eine zweitägige Höchstleistung wurde für die Kavallerie auf 100 km und für die Infanterie auf 70 km sinkend angenommen. Für den dritten Tag ging man von etwa 35 km Tagesleistung aus, wobei die Truppen auch für den vierten Tag noch kampffähig und in sehr vermindertem Grade auch marschfähig blieben. Diese Höchstleistungen wurden von kleineren Abteilungen erreicht, die diszipliniert und für den Marsch austrainiert waren. Für größere Abteilungen (Armeekorps) sank die Leistung auf 30 km.